# Nicolas Quemener
Nicolas Quemener, né en août 1964 à Beaufort-en-Vallée (Maine-et-Loire), est un musicien français, guitariste reconnu dans la musique celtique, jouant en accord ouvert. Guitariste soliste, il a également le talent de créativité et d’accompagnement. Il a accompagné les grands artistes bretons (Gilles Servat, Dan Ar Braz au sein de l'Héritage des Celtes, Ronan Le Bars) et participé aux groupes de musiques celtes comme Arcady, Skeduz, Kornog, Orion, Hudel, Pennoù Skoulm. Il a joué sur scène avec Jackie Daly & Johhny Mc Donagh, Donal Lunny, Martin O'Connor, Ronny Drew, ainsi qu'avec plusieurs chanteuses irlandaises comme Frances Black, Niamh Parsons et rita Connolly. 

## Biographie
Il vit son enfance dans la région d'Angers et passe ses vacances en Bretagne, son père étant originaire de Camaret. Entre 13 et 16 ans, il étudie pendant 4 ans les percussions au conservatoire national de musique d’Angers. Il écoute Bothy Band et rencontre des musiciens bretons et irlandais lorsqu'il fréquente la taverne Korn-Er-Pont à Guern, ce qui lui donne l'envie de jouer. À ses 18 ans, un copain lui offre une guitare. 
Guitariste, flûtiste et chanteur breton, il vit de 1989 à 1992 en Irlande, ce qui lui a permis d'enrichir sa culture musicale. Jouant dans les pubs de Galway, il y rencontre les musiciens avec qui il va former le groupe Arcady avec Connor Keane et Johnny « Ringo » Mc Donagh. En 1990 il débute l'aventure Arcady, groupe avec lequel il fait 8 tournées aux États-Unis et ailleurs (Europe occidentale, Canada, Grande-Bretagne et Écosse, Scandinavie, Proche-Orient, Asie, Japon...). 
De retour en Bretagne en 1993, Yvon Lefevre lui propose de fonder le groupe de musique bretonne Skeduz. Le groupe s'arrête en 2001 mais remonte sur scène à partir de 2007. En 1994, il quitte Arcady pour rejoindre le groupe Orion, remplaçant le guitariste Soïg Sibéril. En 1995, il devient membre de la formation internationale l'Héritage des Celtes (50 musiciens sur scène dont Dan Ar Braz, Capercaillie, Donal Lunny). 
Depuis 1996, il joue en duo avec le uillean piper Ronan Le Bars et accompagne le chanteur Gilles Servat. Il joue également avec les groupes Kornog, Pennoù Skoulm, Hudel, en duo avec l'accordéoniste Audrey Le Jossec ou trio avec Laurent Papin au saxophone. En 2007 il est le parrain de la Nuit Celte IV à Caussade. En 2010 il sort l'album Faoi Blàth avec le flûtiste Ciaran Somers et le violoniste Dave Sheridan, deux musiciens du comté de Carlow, au sud de Dublin.

## Discographie
Arcady

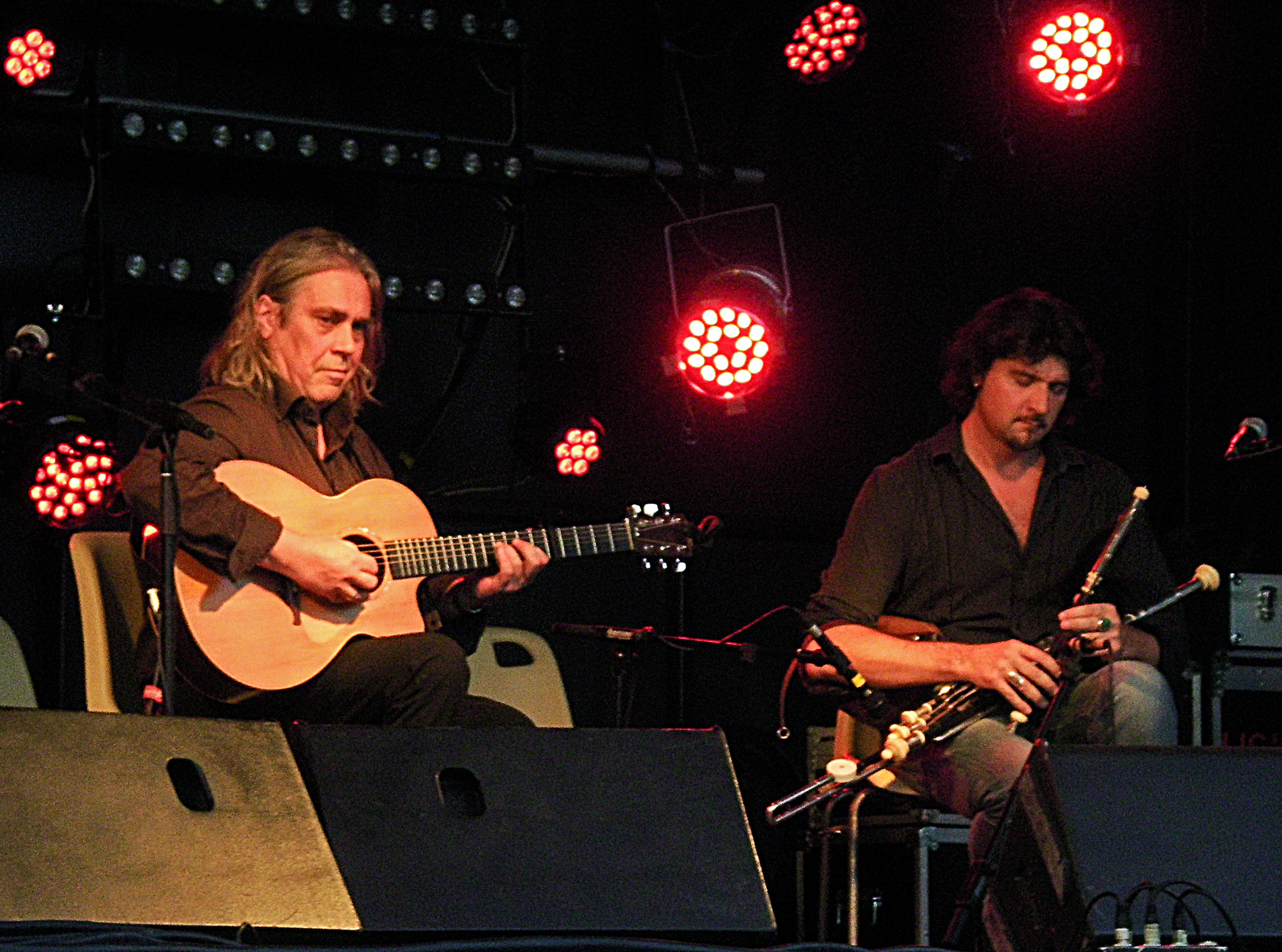
Duo avec Ronan Le Bars en 2012

- 1990 : After the Ball (DARA Records), disque de platine
- 1995 : Many happy returns (Shanachie)

Ronan Le Bars/Quemener
- 1997 : Bimis ag ol (L'OZ Production)
- 2005 : New century (Keltia musique)

Ronan Le Bars Group
- 2013 : Lammdour (Keltia Musique)
- 2016 : An Erc'h Kentañ - The first snow (Coop Breizh)

The Celtic Fiddle Festival
- 2013 : Live in Brittany (20th Anniversary Concert)
- 2017 : Storm in a Teapot (Loftus)

Orion
- 1997 : Restless home (Keltia music)

Bernard L'hoir (et Yumiko Takaku)
- 1997 : Leaving The World Behind (Erdenklang)

Gilles Servat
- 1998 : Touche pas à la blanche hermine (BYG production / Sony music)
- 2000 : Comme je voudrai ! (Columbia)
- 2005 : Sous le ciel de cuivre et d'eau (Coop Breizh)
- 2006 : Je vous emporte dans mon cœur (35 ans - 35 titres) (Coop Breizh)
- 2011 : Ailes et îles (Coop Breizh)

Dan Ar Braz et l'Héritage des Celtes
- 1997 : Finisterres (Columbia/Sony Music)
- 1998 : Zénith (Columbia/Sony Music)
- 1999 : Bretagnes à Bercy (Sony Music)

Skeduz
- 1997 : Rag ar plinn (Keltia Musique)
- 1999 : Livioù

Jacques Pellen
- 1999 : A Celtic Procession Live - Les Tombées de la nuit (Naïve)

Kornog
- 2000 : Korong (Keltia musique)

Quemener / Le Jossec
- 2006 : Coup de cœur (Keltia Musique)
- 2010 : Quartet (DVD Keltia Musique)

### Participations
- 1998 : Kerden - Cordes de Bretagne (Coop Breizh)